# Гіоргі Біганішвілі
Гіоргі Біганішвілі (25 серпня 1997) — грузинський плавець. Учасник Чемпіонату світу з водних видів спорту 2017, де в попередніх запливах на дистанції 100 метрів вільним стилем поділив 66-те місце і не потрапив до півфіналу.